# Moyher Ridge
Moyher Ridge ist ein schmaler und felsiger Bergkamm im westantarktischen Ellsworthland. Er erstreckt sich in westsüdwest-ostnordöstlicher Ausrichtung zwischen dem Saltzman-Gletscher und dem Giles-Gletscher im Süden der Sentinel Range des Ellsworthgebirges. Dieser Höhenzug ist nicht durchgehend, sondern wird von vereisten Gebirgssätteln zwischen den einzelnen Gipfeln durchbrochen.
Das Advisory Committee on Antarctic Names benannte ihn 2006 nach der US-amerikanischen Ozeanographin Marian Estelle Moyher (* 1956), Laborleiterin des United States Antarctic Program auf der McMurdo-Station, der Amundsen-Scott-Südpolstation und der Palmer-Station zwischen 1997 und 2001, die bereits zuvor zwischen 1993 und 1997 auf der Palmer-Station tätig war.